# Автошлях Т 0617
Автошля́х Т 0617 — автомобільний шлях територіального значення у Житомирській області. Пролягає територією Овруцького району через Овруч — Словечне. Загальна довжина — 32,6 км.

## Маршрут
Автошлях проходить через такі населені пункти:
| Автошлях Т 0617     |     |
| Житомирська область |     |
| Овруцький район     |     |
| Овруч               | М21 |
| Піщаниця            |     |
| Поліське            |     |
| Гаєвичі             |     |
| Покалів             |     |
| Нагоряни            |     |
| Хлупляни            |     |
| Левковичі           |     |
| Можари              |     |
| Верпа               |     |
| Словечне            |     |